# Nulltjärnarna (Undersåkers socken, Jämtland, 700804-135399)
Nulltjärnarna är en sjö i Åre kommun i Jämtland och ingår i Indalsälvens huvudavrinningsområde. Sjön har en area på 0,072 kvadratkilometer och ligger 594,1 meter över havet. Nulltjärnarna ligger i Vålådalen Natura 2000-område. Sjön avvattnas av vattendraget Nulltjärnbäcken.

## Delavrinningsområde
Nulltjärnarna ingår i det delavrinningsområde (700775-135367) som SMHI kallar för Namn saknas. Medelhöjden är 603 meter över havet och ytan är 1,58 kvadratkilometer. Räknas de 5 avrinningsområdena uppströms in blir den ackumulerade arean 7,12 kvadratkilometer. Nulltjärnbäcken som avvattnar avrinningsområdet har biflödesordning 3, vilket innebär att vattnet flödar genom totalt 3 vattendrag innan det når havet efter 330 kilometer. Avrinningsområdet består mestadels av skog (84 procent) och sankmarker (12 procent). Avrinningsområdet har 0,07 kvadratkilometer vattenytor vilket ger det en sjöprocent på 4,6 procent.